# Juan Astigarrabía
Juan Astigarrabía Andonegui (San Sebastián, 1901-ibidem, 1989) fue un político comunista español, militante del Partido Comunista de España (PCE) y Consejero de Obras Públicas del primer Gobierno de Euzkadi en 1936.

## Biografía
Juan Astigarrabía, Asti, estudió Náutica durante tres años y se embarcó como marinero. En su juventud se afilió al Partido Comunista de España (PCE), participando en la creación de células comunistas por toda España. Se convirtió en uno de los líderes del movimiento sindical de la costa guipuzcoana. Este liderazgo le proporcionó una imagen favorable para acceder a la dirección central del PCE en 1932, tras la caída de Bullejos, pero las discrepancias internas se lo impidieron, resultando elegido José Díaz por la Internacional Comunista (Komintern).
En 1934, fue elegido secretario general de la Federación Vasco-Navarra del PCE. Al año siguiente, fue uno de los delegados español en el VII Congreso de la Internacional Comunista en Moscú. Ese año fue elegido primer secretario general del recién creado Partido Comunista de Euskadi. Comenzada la guerra civil española en 1936 y conseguida la autonomía para Euskadi, es nombrado Consejero de Obras Públicas del primer Gobierno Vasco en representación del PCE. Caída Euskadi en manos de los franquistas en 1937 marcha exiliado a Panamá con la ayuda de sus compañeros del Gobierno de Euzkadi.
Tras el triunfo de la Revolución cubana en 1959 se va a vivir a Cuba con su familia. Cuando en 1974 es reorganizado el Partido Comunista de Euskadi ocupa un puesto en la ejecutiva central dirigida por Ramón Ormazábal. Las antiguas discrepancias internas volvieron a surgir entre ellos y Asti acompañó al sector mayoritario del partido que, dirigido por Roberto Lertxundi, confluyó en Euskadiko Ezkerra.
Su militancia en Euskadiko Ezkerra fue la dedicación de los últimos años de su vida, falleciendo en San Sebastián en 1989.